# Billy MacLellan
Billy MacLellan (31 janvier 1974 à Cap-Breton au Canada - ) est un acteur canadien.

## Filmographie
- 1999 : Le Cœur à l'écoute (Blue Moon) (TV) : Bobby
- 2002 : American Psycho 2: All American Girl (vidéo) : Cadet #1
- 2002 : Jack & Ella : Redneck Man
- 2002 : Rub & Tug : Pizza deliveryman
- 2005 : The Life and Hard Times of Guy Terrifico : Guy's Son
- 2006 : Ultra (TV) : Mugger
- 2006 : Love Bites (série TV) : Condescending intellectual / Principal
- 2012 : Bomb Girls (série TV) : Archie
- 2013 : Condamnés au silence (An Amish Murder) (TV) : Daniel Lapp
- 2016 : Maudie : Frank
- 2019 : The Silence : Le révérend
- 2025 : Normal de Ben Wheatley